# Moldavian Airlines

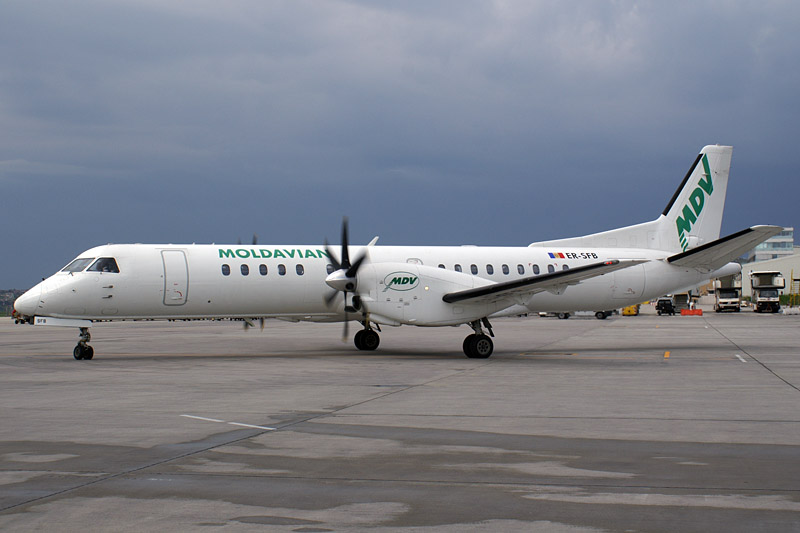
Máy bay Saab 2000 của Moldavian Airlines

Moldavian Airlines (mã IATA = 2M, mã ICAO = MDV) là hãng hàng không của Moldova, trụ sở ở Chişinău. Hãng có tuyến đường quốc tế tới các nước châu Âu. Căn cứ của hãng ở Sân bay quốc tế Chişinău.. Giấy phép hoạt động cho phép hãng chở hành khách, hàng hóa và bưu tín (tháng 7/2007).

## Lịch sử
Moldavian Airlines được thành lập ngày 26.7.1994 và bắt đầu hoạt động từ 19.8.1994. Đây là hãng hàng không tư đầu tiên ở Moldova. Từ tháng 11/1999 hãng trở thành hãng liên doanh giữa Thụy Sĩ và Moldova tạo thành sự cộng tác với hãng hàng không Carpatair, trụ sở ở România.
So với Air Moldova, Moldavian Airlines là hãng hàng không chuyên nghiệp hơn. Hãng hoạt động thường xuyên hơn và ổn định hơn. Năm 2005, Moldavian Airlines chở được 91.200 lượt khách. Năm 2006, chở 89.200 và năm 2007 chở được 50.000 lượt khách tới Budapest.

## Các nơi đến
(Tháng 2/2007):
- Hungary
  - Budapest
- Moldova
  - Chişinău
- România
  - Timişoara

Khi hãng Club Air tạm ngưng hoạt động, Moldavian Airlines đã cung cấp các chuyến bay thuê bao tới Ý. Trong mùa hè, hãng cũng mở các chuyến bay thuê bao tới Bodrum, (Thổ Nhĩ Kỳ) và thỉnh thoảng cũng chở khách thuê bao tới vài nước châu Âu.

## Đội máy bay
(Tháng 4/2007):
- 1 Fokker 100
- 2 Saab 2000